# Любов по време на холера
„Любов по време на холера“ (на испански: El amor en los tiempos del cólera) е роман на колумбийкия писател и общественик Габриел Гарсия Маркес, публикуван за първи път през 1985 година. В България за първи път излиза от печат през 1987 година. Романът също така е екранизиран през 2007 година като в главната роля играе Хавиер Бардем. Основната тема в този роман е любовта. В него се разказва за един мъж, който никога не губи надежда и в продължение на повече от 50 години очаква да се събере с първата си любов, преминавайки през най-различни премеждия и препятствия.